# 多賀郵便局
多賀郵便局（たがゆうびんきょく）
- 茨城県日立市にある郵便局。本記事にて記述する。
- 滋賀県犬上郡多賀町にある郵便局。局番号は46035。

多賀郵便局（たがゆうびんきょく）は茨城県日立市にある郵便局。民営化前の分類では集配普通郵便局であった。

## 概要
住所：〒316-8799 茨城県日立市多賀町1-11-10

## 沿革
- 1893年（明治26年）4月1日 - 多賀郡河原子町に河原子郵便局（三等郵便局）を設置[1]。
- 1903年（明治36年）3月4日 - 河原子郵便電信局（三等郵便電信局）に改称[2]。
- 1903年（明治36年）4月1日 - 通信官署官制施行に伴い河原子郵便局（三等郵便局）となる[3]。
- 1940年（昭和15年）9月1日 - 多賀郵便局に改称[4]。
- 1949年（昭和24年）6月16日 - 特定郵便局から普通郵便局に局種別改定[5]。
- 1967年（昭和42年）11月27日 - 日立市千石町一丁目から同市多賀町一丁目に移転。
- 1999年（平成11年） - 外国通貨の両替および旅行小切手の売買に関する業務取扱を開始。
- 2007年（平成19年）10月1日 - 民営化に伴い、併設された郵便事業多賀支店に一部業務を移管。
- 2012年（平成24年）10月1日 - 日本郵便株式会社発足に伴い、郵便事業多賀支店を多賀郵便局に統合。

## 取扱内容
- 郵便、印紙、ゆうパック、内容証明
- 貯金、為替、振替、振込、国際送金、国債、投資信託
- 生命保険、バイク自賠責保険、自動車保険、がん保険、引受条件緩和型医療保険、変額年金保険
- ATM
- 日立市のうち郵便番号の上5桁が「316-◆◆◆◆」の地域の集配業務
- ゆうゆう窓口

## 周辺
- 日立市多賀市民プラザ
  - 日立市多賀支所
  - 多賀市民会館
- 日立アプライアンス 多賀事業所
- 国道6号
- 常陸多賀駅

## アクセス
- JR常磐線 常陸多賀駅から徒歩約6分
- 茨城交通バス(旧･ 日立電鉄バス)
- 常磐自動車道 日立南太田ICから北東へ約8km、もしくは日立中央ICから南へ約7km
- 駐車場あり：15台